# L'Operaio Italiano
L'Operaio Italiano è stato un quotidiano argentino in lingua italiana fondato a Buenos Aires nel 1873.

## Storia
Apparso per la prima volta nell'aprile 1873, L'Operaio Italiano era un quotidiano destinato alla classe operaia d'origine italiana emigrata in Argentina. Il quotidiano, che aveva inizialmente un orientamento repubblicano, si orientò su posizioni monarchiche e divenne per alcuni anni il quotidiano italiano più importante di Buenos Aires. Per garantire una regolare pubblicazioni il giornale ricevette anche finanziamenti dalla legazione. Tra il 1873 ed il 1875 direttore de L'Operaio Italiano fu Basilio Cittadini, proveniente dalle esperienze lavorative a La Nazione Italiana e a L'Italiano.
Negli anni settanta ed ottanta del XIX secolo la scena giornalistica italiana sarà contrassegnata dalla rivalità tra L'Operaio Italiano, diretto da Annibale Blosi, e La Patria il quotidiano fondato e diretto da Cittadini nel 1887.